# بروتوكول الشجرة المتفرعة
بروتوكول الشجرة المتفرعة (بالإنجليزية: Spanning Tree Protocol اختصاراً STP)‏ هو بروتوكول يعمل في طبقة ربط البيانات وهي الطبقة الثانية من طبقات نموذج OSI ويقوم ببناء شكل افتراضي للشبكة بحيث تكون خالية من الحلقات (loops).

## آلية عمل البروتوكول

### معدل نقل البيانات وتكلفة المسار في البروتوكول
سرعات الوصول لخطوط الاتصال تحدد تكلفة المسار الذي يفرضه STP/RSTP. تكلفة مسار STP الافتراضية يتم حسابها باستخدام صيغة (1جيجابيت/ث)/(عرض النطاق). عندما أصبحت السرعات العالية متاحة تم استبدال القيم الافتراضية على خلاف السرعات التي تفوق 1جيجابيت/ث كان لا يمكن تمييزها من قبل STP. يستخدم RSTP خلفه صيغة مماثلة مع قيمة أكبر في البسط: (1تيرابيت/ث)/(عرض النطاق).

### وحدات بيانات بروتوكول الجسر
تصف القواعد المذكوره أعلاه طريقة واحده لتحديد ما الذي سيتم حسابه في الشجرة الممتدة بواسطة الخوارزمية. ولكن القواعد كما هو مكتوب تتطلب معرفة الشبكة بالكامل. يستوجب على الجسور تحديد الجسر الرئيسي وحساب وظائف المنافذ (الرئيسية أو المحدده أو المحظوره) بواسطة المعلومات التي يمتلكونها فقط. لضمان أن كل من الجسور يمتلك المعلومات الكافية، تستخدم الجسور إطارات بيانات خاصة تسمى وحدات بيانات بروتوكول الجسر (BPDUs) لتبادل المعلومات حول معرفات الجسر وتكاليف مسار الجسر الرئيسي.
يقوم الجسر بإرسال إطارات وحدات بيانات بروتوكول الجسر باستخدام العنوان الفيزيائي للمنفذ نفسه كعنوان للمرسل. والعنوان المستقبل STP هو العنوان المتعدد 01:80:C2:00:00:00.
هناك نوعان من وحدات بيانات بروتوكول الجسر في مواصفات  الأصلية (يستخدم امتداد الشجرة الممتدة السريعة (RSTP) مواصفات RSTP BPDU):
تكوين (BPDU (CBPDU، يستخدم لحسابات الشجرة الممتدة.
إعلان تغيير البنية (TCN (BPDU، يستخدم للإعلان عن التغييرات في بنية شبكة الإنترنت.
يتم تبادل وحدات بيانات بروتوكول الجسر بشكل منتظم (كل 2 ثانية) ويتم تفعيل الموزعات لتتبع التغييرات في شبكة الإنترنت وبدء وايقاف الإرسال إلى المنافذ على النحو المطلوب.
عندما يتم إرفاق جهاز لأول مرة إلى منفذ الموزع، فإنه لن يقوم بإرسال البيانات على الفور. وبدلا من ذلك سوف تمر خلال عدد من المراحل في حيت معالجة وحدات بيانات بروتوكول الجسر وتحديد بنية الشبكة. عندما يتم توصيل مضيف مثل الكمبيوتر أو الطابعة أو الخادم سيصبح المنفذ في حالة إعادة التوجيه، ولكن بعد 30 ثانيه من الانتظار خلال مروره في مرحلتين الاستماع والتعلم. الوقت المنقضي في مرحلتين الاستماع والتعلم يتم تحديده من خلال قيمة تعرف بوقت إعادة التوجيه (الوقت الافتراضي له 15 ثانية ويتم وضعها من الجسر الرئيسي). على إية حال إذا تم توصيل موزع بدلا من ذلك، سيبقى المنفذ في حالة الحظر إذا تم تحديد ان هذا الموزع سيشكل حلقة في الشبكة. يستخدم إعلان تغيير البنية (TCN) BPDUs لإعلام باقي الموزعات عن التغييرات التي تحصل على المنافذ. يتم تدعيم الشبكة ب TCN بواسطة الموزعات غير الرئيسية ويتم توزيعها للموزع الرئيسي. عند استلام إعلان تغيير البنية، سيقوم الموزع الرئيسي بوضع علم تغيير البينة لوضعه الطبيعي BPDUs. سيتم نشر هذا العلم لجميع الموزعات لإعلامهم بتفريغ محتويات جداول التوجيه.
حالات منفذ موزع بروتوكول الشجرة الممتدة:
الحظر: للمنفذ الذي من شأنه أن يؤدي إلى حلقة نشطة. لا يتم إرسال أية بيانات للمستخدم أو استلامها عبر المنفذ المحظور، ولكن قد تذهب إلى وضع إعادة التوجيه في حالة فشل الوصلات الأخرى التي قيد الاستخدام وتحدد خوارزمية الشجرة الممتدة المنفذ الذي قد ينتقل إلى حالة إعادة التوجيه. لا تزال بيانات BPDU تستقبل في حالة الحظر. يمنع استخدام المسارات الحلقية.
الاستماع: عمليات الموزع BPDUs وينتظر معلومات جديدة محتملة من شأنها أن تسبب للعودة إلى حالة الحظر. فإنه لا يعبأ جدول عنوان ماك ولا يقوم بإعادة توجيه الإطارات.
التعلم: على الرغم من أن المنفذ لا يقوم بإرسال الإطارات بعد فإنه يتعلم عناوين المصدر من الإطارات المستلمة ويضيفها إلى قاعدة بيانات التصفية (قاعدة بيانات الموزع). يقوم بملء جدول عنوان ماك، ولكن لا يقوم بإعادة توجيه الإطارات.
إعادة التوجيه: يقوم المنفذ بتلقي وإرسال البيانات، التشغيل العادي. بروتوكول الشجرة الممتدة لا تزال تراقب BPDUs الواردة التي تشير إلى أنه يجب العودة إلى حالة الحظر لمنع الحلقة.
إلغاء التفعيل: ليس جزءا مباشرا من بروتوكول الشجرة الممتدة، يمكن لمسؤول الشبكة تعطيل المنفذ يدويا.
لمنع التأخير عند توصيل المضيفين إلى الموزع وخلال بعض التغييرات في البنية، تم تطوير STP السريع، والذي يسمح منفذ الموزع للانتقال بسرعة إلى حالة إعادة توجيه خلال هذه الحالات

## التطورات والتحديثات
التطورات والتوسعات أول بروتوكول الشجرة الممتدة في عام 1985 شركة Digital Equipment راضية بيرلمان. في عام 1990، ونشرت أول IEEE معيار بروتوكول 802.1على اساس الخوارزمية التي صممها بيرلمان. النسخ اللاحقة نشرت في عام 1998و2004 تتضمن اختلافات عن سابقتها.
وعلى الرغم من ان الغرض من المعايير هو تعزيز العمل المشترك بين الاجهزة من بائعين مختلفين، والتطبيقات المختلفة للعمل على سبيل المثال على تخطي الفروق في اعدادات الموقت الافتراضى. IEEE تشجع البائعين لتقديم «التوافق» لتنفيذ بروتوكول يحتوي القدرات والخيارات التي استحدثت لمساعدة المستخدمين على تحديد ما إذا كان سيتم interwork التطبيقات المختلفة بشكل صحيح. كما أن الاصلية المستوحاة من بروتوكول بيرلمان (الشجرة الممتدة)، DEC STP، ليست معيارية وتختلف عن إصدار IEEE في تنسيق الرسالة وكذلك اعدادات الموقت. بعض الجسور تنفذ إصدارات بروتوكول الشجرة الممتدة IEEE, DEC، ولكن يمكن ان تؤدى إلى مشكلات لمسئول الشبكة، توضيح هذه المشكلة موجود في وثيقة Cisco. بروتوكول الشجرة الممتدة السريع
في عام 2001، ادخلت IEEE بروتوكول الشجرة الممتدة السريع (RSTP) 802.1w. يوفر بروتوكول RSTP تقارب اسرع بكثير من الشجرة الممتدة بعد حدوث تغير في الهيكل، تقدم سلوك تقارب جديد يقوم بذلك منفذ الجسر. تم تصميم بروتوكول RSTP المتوافق الخلفي مع STP المعيارى.
وبينما يحتاج STP 30 إلى 50 ثانية للرد على تغيير بالهيكل، RSTP عادة قادرة على الاستجابة للتغيرات 3 × مرات (الافتراضى: 3 مرات 2 ثوانى). فشل الارتباط المادى ياخذ بضعة مللى ثانية. الفواصل الزمنية: فاصل زمنى قابل للتهيئة تستخدم لاغراض عديدة لكن القيمة الافتراضية لـ RSTP هي 2 ثانية. IEEE 802.1D-2004 يتضمن obsoletes RSTP و STP العادية. عملية الشجرة الممتدة السريعة
RSTP ادوار جديدة منفذ الجسر من اجل سرعة التقارب بعد فشل الارتباط. عدد الدول يمكن ان يكون المنفذ في خفض ثلاثة بدلا من خمسة STP الاصلية
RSTP ادوار المنافذ الجسر:
- الاسباب الجذرية - منفذ إعادة التوجيه المحدد وهذا أفضل من الجسر غير الجذرى إلى الجسر الجذرى
- مكان مخصص - منفذ إعادة التوجيه المحدد لكل مقطع LAN
- بديلة - عبارة عن مسار بديل إلى المحول الجذرى. هذا الطريق مختلفا عن استخدام المنفذ الجذرى
- نسخة احتياطية - نسخ احتياطى/المسارات المتكررة إلى مقطع اخر منفذ الجسر الآن تربط
- تعطيل - ليس STP، يمكن لمسئول الشبكة يدويا بتعطيل منفذ

RSTP منفذ المحول:
- التجاهل - لا يتم إرسال بيانات المستخدم على الميناء
- التعلم - الميناء لا تقوم باعادة توجيه الاطارات بعد ملء من MAC-address-table
- واعادة توجيه المنفذ بالكامل

RSTP التفاصيل التشغيلية:
- اكتشاف المحول الجذرى الفشل في 3 مرحبا مرات، 6 ثوان إذا كان الترحيب الافتراضى لم يتغير.
- تم تكوين منافذ من منافذ حافة إذا تعلق LAN لا الجسور الأخرى. هذه من منافذ حافة الانتقال مباشرة إلى حالة إعادة التوجيه. وما زال بروتوكول RSTP رصد منفذ الجسر BPDU في حالة متصلا. يمكن أيضا تكوين RSTP للكشف تلقائيا من منافذ حافة. بمجرد اكتشاف جسر BPDU على منفذ الحافة، يصبح المنفذ غير منفذ الحافة.
- مكالمات بروتوكول RSTP الاتصال بين اثنين أو أكثر من محولات «علاقة». يعمل المنفذ في وضع الإرسال مزدوج الاتجاه المتزامن يفترض ان يكون ارتباط من نقطة إلى نقطة، في حين ان منفذ الإرسال مزدوج الاتجاه غير المتزامن (من خلال لوحة وصل (hub)) تعتبر منفذ مشترك افتراضيا. هذا صلة تلقائية نوع يمكن تجاوز صريح التكوين. تحسن RSTP التقارب على ارتباطات الاتصال من نقطة إلى نقطة بتقليل الوقت Max-Age 3 مرات الفاصل الزمنى للترحيب وازالة حالة الاستماع STP وتبادل المصافحة بين المحولين إلى الانتقال السريع الميناء إلى حالة إعادة التوجيه. RSTP لم يفعل شيئا مختلفا عن STP على الارتباطات المشتركة.
- خلافا STP, RSTP سترد على وحدات BPDU التي تم ارسالها من اتجاه الجسر الجذرى. على RSTP الجسر «يقترح» معلومات الشجرة الممتدة المعينة. فإذا RSTP يستقبل جسر (bridge) هذه المعلومات ويحدد هذا هو السبب الجذرى معلومات تحدد جميع المنافذ الأخرى على التجاهل. الجسر إرسال «اتفاق» أول جسر con

### التجسير إلى أقصر مسار

#### تمديد معرِّف النظام
MSTP يسمح بشكيل مناطق MST التي يمكن تشغيل عدة MST مثل MSTI عدة مناطق أخرى وجسور ال STP تتصل ببعضها البعض باستخدام شجرة ممتدة مشتركة واحدة.
MSTP يشبه شركة Cisco Systems ""MISTP، تطور بروتوكول الشجرة الممتدة، وبروتوكول شجرة التوزيع السريع. وادخل IEEE 802.1s كتعديل 802.1Q، طبعة عام 1998. معيار IEEE 802.1Q 2005 يتضمن الآن مثيلا.
وخلافا لبعض لكل VLAN خاصة عمليات وضع بروتوكول شجرة الامتداد spanning treeمثيلا لها معلومات الشجرة الممتدة في شكل BPDU ولا يؤدى هذا فقط إلى تقليل عدد وحدات BPDU على LAN لتوصيل معلومات الشجرة الممتدة لكل VLAN، ولكن كما تكفل التوافق مع بروتوكول RSTP (و كلاسيكية STP أيضا).
```
MSTP ذلك ترميز معلومات اضافية للمنطقة بعد RSTP BPDU وكذلك عدد من رسائل MSTI (من صفر إلى 64 سنة، على دعم جسور عديدة اقل). كل هذه MSTI رسائل التكوين ينقل معلومات الشجرة الممتدة في كل حالة. كل حالة يمكن تعيين عدد شبكات VLAN التي تم تكوينها واطارات (الحزم) معين هذه شبكات VLAN في هذه الشجرة مثلا كلما داخل MST. 
```

لتفادى نقل كل VLAN وبروتوكول الشجرة الممتدة في كل تخطيط BPDU الجسور ترميز إلى خلاصة MD5 على VLAN على سبيل المثال في BPDU مثيلا. ثم يستخدم هذا الملخص أخرى MSTP الجسور مع اداريا قيم مكونة، لتحديد ما إذا كان جسر مجاور في نفس المنطقة نفسها.
```
MST
```

MSTP يتوافق تماما مع RSTP الجسور، اذ يمكن تفسير MSTP BPDU من RSTP جسر على RSTP BPDU. ولا تسمح بالتوافق مع RSTP الجسور دون تغييرات التكوين، ولكن أيضا يسبب اى RSTP الجسور خارج المنطقة مثيلا واحدا RSTP الجسر، بغض النظر عن عدد MSTP الجسور داخل المنطقة نفسها. وذلك بهدف زيادة تيسير هذه النظرة جهاز توقيت واحدا RSTP جسر يستخدم بروتوكول مثيلا المعروف متغير بقية الخطوات كوقت منصة حية بدلا من عمر الرسالة الموقت الذي يستخدمه بروتوكول RSTP. عصر الرسالة وقت زيادته مرة عندما تدخل معلومات الشجرة الممتدة MST المنطقة وبالتالي RSTP الجسور انظر منطقة واحدة فقط من «الخطوة التالية» في الشجرة الممتدة.
```
المنافذ عند حافة المنطقة تتصل اما القياسى على RSTP أو جسر أو نقطة طرفية STP وتعرف الحدود والموانئ. كما تقوم هذه المنافذ RSTP يمكن تكوين منافذ حافة لتسهيل التغيرات السريعة في حالة إعادة التوجيه عند نقاط النهاية.
```

أقصر مسار سد
اقر IEEE قد يكون معيار IEEE 802.1aq 2012ايضا معروفة وموثقة جيدا في معظم الكتب أقصر مسار الجسور (المصلحة). المصلحة يتيح لجميع روابط نشطة متعددة المسارات متساوية التكلفة، وتوفر الهياكل الطبقة الثانية أكبر بكثير، تقارب اسرع، ويحسن استخدام الهياكل العنكبوتية من خلال زيادة عرض النطاق الترددى بين كل الأجهزة عن طريق السماح لحركة المرور إلى مشاركة الحمل عبر كافة المسارات على الشبكة العنكبوتية. المصلحة بدمج عدة وظائف القائمة، بما في ذلك بروتوكول شجرة الامتداد (STP)، بروتوكول شجرة الامتداد المتعدد (MSTP) وبروتوكول الشجرة الممتدة السريع (RSTP)، وتجميع الارتباطات المتعددة MMRP MAC التسجيل (بروتوكول) واحد بروتوكول حالة الارتباط. من المصلحة إلى القضاء تقريبا على الاخطاء البشرية اثناء التكوين ويحفظ plug-and-play طبيعة المنشاة Ethernet بروتوكول في الواقع في الطبقة الثانية. تحرير معرف تمديد معرف الجسر، أو عرض، حقل داخل BPDU الحزمة. وهو على بعد 8 بايت. أول بايتين هي أولوية الجسر، من 0-65 غيابهما integer(535. الست بايت عنوان MAC المقدمة من الجسر. قبل 2004 IEEE 802.1D أول بايتين اعطت أولوية الجسر 16 بت. منذ 2004 IEEE 802.1D أول اربع وحدات بت هي الأولوية للتكوين الاثنى عشر بتات حمل الجسر معرف النظام الداخلى. وفي حالة MST الجسر system ID تمديد يحمل MSTP رقم النسخة. بعض البائعين مجموعة الجسر system ID تمديد حمل معرف VLAN وبروتوكول الشجرة الممتدة مما يتيح لكل VLAN مختلفة مثل Cisco PVST.